# وزارة الخارجية (تشاد)
وزارة الخارجية والتكامل الأفريقي والتشاديون في الخارج هي الإدارة التشادية المسؤولة عن تنفيذ السياسة الخارجية لتشاد وضمان العلاقات مع الدول الأجنبية. يرأسها وزير عضو في الحكومة التشادية.
أول وزير لها الأمير جول بيير طورة نجابا، أما وزيرها الحالي فهو محمد صالح النظيف منذ 14 أكتوبر 2022م.